# 2001 في كندا
فيما يلي قوائم الأحداث التي وقعت خلال عام 2001 في كندا.

## رياضة
- 10 يونيو – جائزة كندا الكبرى 2001 الفائز رالف شوماخر.

## ظهور
- 1 يناير – أركايد فاير
- 27 يناير – الكولا المفتوحة علامة تجارية لكولا مكوناتها متاحة للجميع.

## أفلام
من الأفلام التي صدرت هذه السنة في كندا:
- 1 يناير – الولاية 51 من إخراج روني يو.
- 1 يناير – جيسون إكس من إخراج جيمس إسحاق.
- 1 يناير – سباق الفئران من إخراج جيري زاكر.

## برامج ومسلسلات وأنمي
- مغامرات فريد

## موسيقى

### أغاني
من الأغاني التي صدرت هذه السنة في كندا:
- 14 أغسطس – تورن أوف ذا لايت من غناء نيللي فرتادو.
- 3 ديسمبر – أون ذا راديو من غناء نيللي فرتادو.

## كتب
من الكتب التي صدرت هذه السنة في كندا:
- 1 سبتمبر – حياة باي من تأليف يان مارتل.

## مواليد

### مارس
- 6 مارس – أريانا إنجنير ممثلة كندية.
- 9 مارس – جيون سو-مي

### مايو
- 23 مايو – إيفان بيرد ممثل كندي.

## وفيات

### يونيو
- 7 يونيو – تشارلز تمبلتون (مواليد 1915) صحفي كندي.